# Gorillaz (album)
A 2001-es Gorillaz az azonos nevű együttes debütáló nagylemeze. Az album mellé öt kislemez jelent meg: Clint Eastwood, 19-2000, Rock the House és Tomorrow Comes Today. A brit albumlistán a 3. helyig jutott, de az Egyesült Államokban is nem várt sikert ért el, itt a 14. helyet szerezte meg a listákon. Világszerte több mint 10 millió példányban kelt el. Szerepel az 1001 lemez, amit hallanod kell, mielőtt meghalsz című könyvben.

## Az album dalai
|     | Cím                                                           | Hossz |
| --- | ------------------------------------------------------------- | ----- |
| 1.  | Re-Hash                                                       | 3:38  |
| 2.  | 5/4                                                           | 2:40  |
| 3.  | Tomorrow Comes Today                                          | 3:12  |
| 4.  | New Genious (Brother)                                         | 3:57  |
| 5.  | Clint Eastwood (közreműködik Del tha Funkee Homosapien)       | 5:40  |
| 6.  | Man Research (Clapper)                                        | 4:29  |
| 7.  | Punk                                                          | 1:36  |
| 8.  | Sound Check (Gravity)                                         | 4:40  |
| 9.  | Double Bass                                                   | 4:44  |
| 10. | Rock the House (közreműködik Del tha Funkee Homosapien)       | 4:09  |
| 11. | 19-2000                                                       | 3:27  |
| 12. | Latin Simone (Que Pasa Contigo) (közreműködik Ibrahim Ferrer) | 3:36  |
| 13. | Starshire                                                     | 3:31  |
| 14. | Slow Country                                                  | 3:35  |
| 15. | M1 A1                                                         | 3:54  |

## Közreműködők

### Virtuális
- 2D (hang Damon Albarn) – ének, billentyűk, zongora, melodika
- Noodle (hang Miho Hatori és Tina Weymouth) – gitár, ének
- Murdoc (hang Phil Cornwell (csak esetenként)) – basszusgitár
- Russel (hang Remi Kabaka) – dob, ütőhangszerek
- Del the Ghost Rapper (hang Del tha Funkee Homosapien) – rap

### Nem virtuális
- Damon Albarn – ének
- Del tha Funkee Homosapien – vendégénekes a Clint Eastwood és Rock the House dalokon
- Ibrahim Ferrer – vendégénekes a Latin Simone (Que pasa contigo)-n
- Miho Hatori – háttérvokál, guitar
- Tina Weymouth – háttérvokál a Latin Simone (Que Pasa Contigo)-n
- Dan The Automator – producer